# Tadeusz Zieliński (kapitan)
Tadeusz Zieliński (ur. 17 marca 1893 w Jarosławiu, zm. 9-11 kwietnia 1940 w Katyniu) – kapitan artylerii Wojska Polskiego, ofiara zbrodni katyńskiej.

## Życiorys
Urodził się 17 marca 1893 w Jarosławiu, w rodzinie Jacka i Anny z Aignerów. W Jarosławiu ukończył szkołę powszechną oraz I Gimnazjum i Liceum. Studiował prawo oraz przemysł na Akademii Handlowej w Wiedniu. Z chwilą wybuchu pierwszej wojny światowej w 1914 roku został wcielony do armii austriackiej. Ukończył w niej szkołę oficerów rezerwy. Na stopień podporucznika został mianowany ze starszeństwem z 1 stycznia 1916 w korpusie oficerów rezerwy artylerii polowej i górskiej. Jego oddziałem macierzystym był Pułk Artylerii Polowej Nr 2 (były Pułk Armat Polowych Nr 29).
Po odzyskaniu niepodległości przez Polskę wrócił do Jarosławia, wstąpił do Wojska Polskiego i otrzymał przydział do 4 pułku artylerii polowej. W 1919 roku awansował do stopnia porucznika. Brał udział w wojnie polsko-ukraińskiej oraz w wojnie polsko-bolszewickiej. 9 września 1920 został zatwierdzony z dniem 1 kwietnia 1920 w stopniu kapitana, w artylerii, w grupie oficerów byłej armii austriacko-węgierskiej. Pełnił wówczas służbę w składzie amunicji w Buczaczu. Następnie w składzie amunicji w Kowlu. Był również dowódcą pociągu amunicyjnego nr 12. 1 czerwca 1921 służył w składzie amunicji 6 Armii, a jego oddziałem macierzystym był 5 dywizjon artylerii ciężkiej. W 1922, jako oficer rezerwy posiadał przydział do 6 pułku artylerii ciężkiej we Lwowie. 8 stycznia 1924 został zatwierdzony w stopniu kapitana ze starszeństwem z 1 czerwca 1919 i 475. lokatą w korpusie oficerów rezerwy artylerii. Posiadał wówczas przydział w rezerwie do 3 pułku artylerii polowej Legionów w Zamościu. W 1924 został przydzielony w rezerwie do 24 pułku artylerii polowej w Jarosławiu.
W latach 1924–1939 był radnym Rady Powiatu pracując w jarosławskim magistracie jako referent ds. wojskowych.
Pod koniec sierpnia 1939 roku wobec zagrożenia wojennego został powołany do 24 pułku artylerii lekkiej w Jarosławiu wchodzącego w skład 24 Dywizji Piechoty. W pierwszych dniach września opuścił Jarosław i przeszedł wraz ze swoim pułkiem szlak bojowy od Tarnowa do Lwowa, tocząc zacięte walki w rejonie Zakliczyna, Birczy, Rzęski Ruskiej. 19 września w rejonie Tarnopola, oddziały polskie zostały zatrzymane przez wojska sowieckie. Został osadzony wraz z innymi oficerami w obozie w Kozielsku. Między 9 a 11 kwietnia 1940 został zamordowany przez funkcjonariuszy NKWD w lesie katyńskim.
5 października 2007 minister obrony narodowej Aleksander Szczygło mianował go pośmiertnie na stopień majora. Awans został ogłoszony 9 listopada 2007, w Warszawie, w trakcie uroczystości „Katyń Pamiętamy – Uczcijmy Pamięć Bohaterów”.
Tadeusz Zieliński był żonaty z Heleną z Wątrobów, z którą miał córkę Krystynę i syna Zbigniewa (1918–2003).

## Ordery i odznaczenia
- Krzyż Walecznych[2]
- Srebrny Krzyż Zasługi[2]
- Signum Laudis Brązowy Medal Zasługi Wojskowej z mieczami na wstążce Krzyża Zasługi Wojskowej[4]
- Krzyż Wojskowy Karola[4]